# Black Water (film 2018)
Black Water è un film direct-to-video del 2018 diretto da Pasha Patriki ed interpretato da Jean-Claude Van Damme e Dolph Lundgren.

## Trama
Scott Wheeler, un agente di copertura profonda si sveglia insieme ad un altro prigioniero, Marco, per ritrovarsi imprigionato in un Blacksite della CIA a bordo di un sottomarino nucleare riadattato. Richiedendo l'aiuto di un agente principiante e di un altro prigioniero, deve correre contro il tempo per scappare e scoprire chi lo ha incastrato.
Passa attraverso i suoi ricordi recenti. Wheeler è un agente della CIA che cerca una perdita nella CIA insieme alla sua partner Melissa Ballard utilizzando un'unità USB che necessita di due componenti per l'attivazione. Melissa trasporta l'unità, mentre Wheeler trasporta la chiave di attivazione. Si svegliò il giorno successivo sparando e mentre cercava di fuggire, Melissa fu uccisa. Wheeler riesce a scappare. Va incontro al suo gestore, ma trova ucciso il suo gestore. Wheeler viene catturato e drogato dall'agente Ferris, che crede che Wheeler sia responsabile della morte dei suoi colleghi agenti della CIA. L'agente Rhodes ritiene che Wheeler sia innocente. Portano Wheeler al sottomarino per l'interrogatorio, dove incontrano l'equipaggio del sottomarino. L'equipaggio del sottomarino è diviso tra coloro che gestiscono il sottomarino, guidato dal Capitano Darrow; l'equipaggio di sicurezza, guidato da Kingsley e dagli agenti della CIA Cassie Taylor ed Ellis Ryan. Wheeler si sveglia.
Wheeler viene interrogato dall'agente Preston e dal suo aiutante e crede che sia stato istituito. L'agente Rhodes interroga Wheeler sulla posizione della chiave di attivazione. Wheeler si rende conto che Rhodes è un traditore e Rhodes uccide il resto dell'equipaggio della CIA con il suo aiutante e costringe il resto dell'equipaggio di sicurezza del sottomarino a seguire i suoi ordini. Wheeler riesce a scappare, ma viene catturato da Cassie ed Ellis. Hanno in programma di andare nella sala di controllo per contattare qualcuno in cima, non sapendo che il sottomarino dovrebbe sollevarsi in superficie o far galleggiare la boa. Quando raggiungono la sala di controllo, vengono in un'imboscata e riescono a fuggire, ma Ellis viene ucciso durante gli spari.
Wheeler e Taylor costringono l'equipaggio a far salire il sottomarino aumentando la pressione di un tubo. Mentre si fanno strada attraverso il sottomarino, Taylor viene colpito, ma sopravvive. Taylor scopre che Rhodes ha reclutato Wheeler nella CIA e vuole vendere l'unità, che contiene un algoritmo su come attivare gli agenti dormienti. Ricevono aiuto liberando Marco, che è le forze speciali tedesche ed è imprigionato nel sottomarino perché sa anche cosa sta succedendo e quindi non può essere ucciso. Rhodes ordina al suo aiutante di andare al "Piano B" mentre convince l'equipaggio sottomarino a rimanere alla profondità attuale dicendo loro che Wheeler è un traditore. Si alleò con Kingsley e il resto della sicurezza. Al capitano Darrow viene ancora ordinato di andare in cima e incontrare una squadra di estrazione a Cuba.
Wheeler, Taylor e Marco tendono un'imboscata a Kingsley e al suo equipaggio, uccidendo tutti tranne Kingsley. Kingsley è lasciato in balia di Marco. Wheeler e Taylor seguono Rodi. Rodi va nel panico e prende prigioniero il Capitano Darrow. Taylor viene catturato dall'aiutante di Rhodes. È stato rivelato che l'agente Ballard è in combutta con Rhodes, dopo aver simulato la sua morte. Ballard vuole portare Wheeler con sé per recuperare la chiave di attivazione, mentre lei, Rhodes e il suo aiutante sono pronti a guadagnare milioni. Wheeler accende il telefono e l'altoparlante nel sottomarino in modo che il team di estrazione sia consapevole di ciò che sta succedendo. Ne consegue uno scontro a fuoco. L'aiutante di Rodi e l'equipaggio sottomarino si uccidono a vicenda. Ballard spara a Wheeler e scappa invece di uccidere Taylor, e Wheeler uccide Rodi.
Wheeler e Taylor sono confermati dalla CIA. Gli viene detto che la CIA non può aprire un fascicolo perché il sottomarino è un sito nero e non può ammettere la propria colpa in quanto ciò dimostrerebbe la loro incompetenza. La CIA sta attualmente cercando Ballard e dirigendo Wheeler e Taylor per collaborare e cercare l'acquirente di Rhodes. È stato rivelato che Marco è fuggito dal sottomarino e ha lasciato Kingsley vivo, nudo e legato a sciarpe. Per aiutare Marco a fuggire, Marco rintraccia Ballard e la uccide, facendo sapere a Wheeler che ora sono pari.